# 荷西·安歷基·山齊士
荷西·安歷基·山齊士·戴亞斯（西班牙語：José Enrique Sánchez Diaz，1986年1月23日—），通常稱為荷西·安歷基（José Enrique）是一名西班牙足球運動員，擔任左後衛。

## 球會生涯

### 早年
安歷基在利雲特開始其足球生涯，其間經歷青年軍的日子及在2004年為利雲特二隊上陣。

### 華倫西亞
安歷基在2005年加盟華倫西亞，但其間他被外借到切爾達整整一季，沒有為華倫西亞上陣過一場比賽。此季過後荷西·安歷基被維拉利爾看中並簽了他。

### 維拉利爾
在維拉利爾，安歷基度過了一個成功的球季，期間被稱為「公牛」，以體力和毅力見稱。

### 紐卡素
荷西·安歷基於2007年轉到英超加盟紐卡素。

### 利物浦

#### 2011-12球季
安歷基於2011年8月12日加盟英超傳統豪門利物浦，確實轉會費金額沒有透露，但估計約600萬英鎊。在加盟後的第二場聯賽，利物浦作客對陣阿仙奴，安歷基在進攻和防守都表現出色，助利物浦完勝阿仙奴2-0，並當選全場最佳球員。

#### 2015-16球季
2016年5月9日，安歷基遭到利物浦解約

## 個人生活
2018年5月，安歷基被診斷出患有罕見的腦腫瘤－脊索瘤  2018年6月23日，他宣布他正在從腦腫瘤切除手術後恢復中 。2019年4月，他宣布從腦腫瘤痊愈。

## 榮譽
利物浦
- 英格蘭聯賽盃冠軍：2011/12年

## 外部連結
- 足球数据库：荷西·安歷基的球员统计数据